# Orfeas Nikosia
Orfeas Nikosia ist ein zyprischer Fußballverein aus Nikosia.

## Geschichte
Orfeas Nikosia gründete sich 1948. 1958 gewann die Mannschaft ihre Zweitligastaffel und setzte sich in den Aufstiegsspielen gegen Panellinios Limassol durch, aufgrund politischer Spannungen wurde jedoch in der folgenden Saison keine Meisterschaft in der First Division ausgetragen. Die Spielzeit 1959/60 wurde daher auf elf Mannschaften erweitert, dabei belegte die Mannschaft den vorletzten Platz. Bis zum Ende der Spielzeit 1962/63 trat der Klub vier Spielzeiten in der höchsten Spielklasse an. Nach einem Punktabzug rutschte der Klub auf den vorletzten Tabellenplatz hinter AEL Limassol, in der anschließenden Abstiegsrunde waren nach je einem Sieg und einer Niederlage gegen Alki Larnaka die Duelle gegen Panellinios Limassol entscheidend. Während dort der Konkurrent beide Spiele gewann, reichte es für Orfeas nur zu einem Sieg und einem Unentschieden.
Bis 1978 trat Orfeas Nikosia in der Second Division an. Nach dem Abstieg als Schlusslicht gelang der direkte Wiederaufstieg. Im Pokalwettbewerb 1983/84 erreichte die Mannschaft das Semifinale, in dem sie gegen den späteren Titelträger APOEL Nikosia ausschied. Zu dieser Zeit stand sie auch mehrfach im Rennen um den Aufstieg, in der Spielzeit 1986/87 belegte sie hinter den Aufsteigern APEP Limassol und Anagennisi Deryneia den dritten Tabellenplatz. Anfang der 1990er Jahre konnte die Mannschaft nicht an den Erfolg anknüpfen und stand zeitweise im Asbteisgkampf. Bei einer Reduzierung der zweiten Liga wurde sie als Tabellenzehnte Opfer der Ligareform und stieg in die Third Division ab, wo 1997 der Abstieg erfolgte. Zwischenzeitlich noch einmal für zwei Spielzeiten in der Third Division vertreten verabschiedete sich der Klub mit dem Fünftligaabstieg 2010 vom höherklassigen Fußball.